# Свети Никола Стари (Габреш)
„Свети Николай Стари“ или „Свети Никола Стари“ (на гръцки: Αγίου Νικολάου) е православна църква в костурското село Габреш (Гаврос), Егейска Македония, Гърция. Храмът е част от Костурската епархия.
Църквата е разположена извън селото. Представлява еднокорабен храм, построен в XVI век с каменен градеж със сантрачи. Официално днес носи името „Свети Модест“ (на гръцки: Aγίου Μοδέστου). В църквата има запазени ценни стенописи.
- Стенописи
- Свети Атанасий и Свети Ахил
- Света Богородица Ширшая небес в апсидата
- Детайл от протезиса